# リードパイプ
|  | 1. チューニングスライド 2. カウンターウェイト 3. マウスピース 4. スライドロックリング 5. ベル 6. ノブ/バンパー 7. ウォーターキー/スプリットヴァルブ 8. メインスライド 9. セカンドスライドブレース/ステイ 10. ファーストスライドブレース/ステイ 11. ベルロックナット |

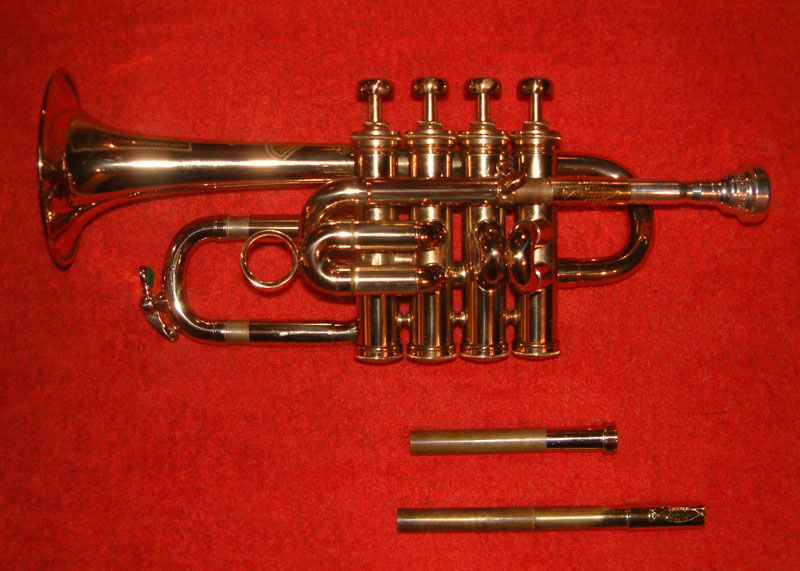
ピッコロトランペット（B♭管）。楽器をB♭（短い）またはA（長い）にチューニングするための交換可能なリードパイプを有する。

フレンチホルンの概略図。2番がリードパイプ。

金管楽器において、リードパイプ（英: Leadpipe）またはマウスパイプ（mouthpipe）は、マウスピースを取り付けるパイプ（チューブ）である。
例えば、トロンボーンの図では、リードパイプは3番（マウスピース）と4番（スライドロックリング）の間にある。フレンチホルンの図では、リードパイプは2番である。

## 取り外し可能なリードパイプ
ほとんどのリードパイプは楽器に永久的に固定されているが、修理工によって通常行われる購入後の変更もかなり一般的である。一部の楽器は取り外し可能なリードパイプを持ち、これによってキーを変更することができ、また奏者は異なる演奏特性および音色を容易に選択することができ、またあるいは楽器の形状またその他の設計上の問題からその位置に来るのが最適なメインチューニングスライドとして単純に機能する。メインチューニングスライドとしてのリードパイプに使用はフリューゲルホルンやピッコロトランペットで特に一般的であるが、その他の楽器では知られていない。例えば、右の写真で示されているセルマーのピッコロトランペットでは、リードパイプは3つ全ての機能のために使われている。つまり、1) 写真に移っている改造用のBlackburn製パイプは標準のセルマー製パイプとは異なる演奏特性を有する; 2) リードパイプの選択は楽器がin Aかin B♭かを決定する; 3) リードパイプはメインチューニングスライドでもある。